# Carl Dulheuer
Carl Dulheuer (* 27. Mai 1834 in Meinerzhagen; † 26. Januar 1914 in Dortmund) war ein deutscher Richter und Abgeordneter in der preußischen Provinz Westfalen.

## Leben
Dulheuers Vater Carl Theodor Dulheuer, Angehöriger der Guestphalia Bonn und der Guestphalia Göttingen, war Assessor am Amtsgericht Lüdenscheid, als Carl geboren wurde. Seine Mutter war dessen Ehefrau Amalia geb. Funke. 
Dulheuer begann an der Rheinischen Friedrich-Wilhelms-Universität Rechtswissenschaft zu studieren. Seit dem 27. Oktober 1853 war er Fuchs beim Corps Guestphalia Bonn und wurde am 24. Juli 1854 als Dulheuer II recipiert. Als Inaktiver wechselte er an die Friedrichs-Universität Halle und die Friedrich-Wilhelms-Universität zu Berlin. Nachdem er in Arnsberg neun Jahre Auskultator und Assessor gewesen, war, kam er als Kreisrichter nach Lüdenscheid (1865) und Dortmund (1868). Seit 1874 war er Kreisgerichtsrat und seit 1879 Landgerichtsrat Im Januar 1884 wurde er zum Landgerichtsdirektor am Landgericht Dortmund ernannt. 1911 wurde er pensioniert.
Dulheuer vertrat 1873–1879 den heimatlichen Wahlkreis Arnsberg 5 (Dortmund, Bochum) im Preußischen Abgeordnetenhaus und trat dort als Berichterstatter über den Gesetzentwurf einer Hinterlegungsordnung hervor. Er gehörte zur Fraktion der Deutschen Fortschrittspartei.
Sein einziger Sohn war Ministerialdirektor im Finanzministerium. 

## Ehrungen
- Charakter als Geheimer Justizrat[1]
- Roter Adlerorden 2. Klasse mit Eichenlaub(1911)[3]
- Königlicher Kronen-Orden (Preußen) II. Klasse mit der Zahl 50 (1905)